# Ambient 1: Music for Airports
Ambient 1: Music for Airports és el sisè àlbum d'estudi de Brian Eno. Publicat per Polydor Records l'any 1978, el disc consisteix en quatre composicions creades a base de superposar bucles d'enregistraments de diversa durada. És el primer dels quatre discs de la sèrie "Ambient", un terme que Eno va encunyar per diferenciar la seva aproximació minimalista i experimental a la tasca compositiva dels "productes de diversos traficants de música enllaunada". Per bé que no és el primer cas d'aquesta mena de música, aquest fou el primer disc explícitament qualificat de "música ambiental."

## La música
Totes les pistes van ser compostes per Eno excepte "1/1", co-compost per Eno amb Robert Wyatt, antic bateria i vocalista de Soft Machine i amb el productor Rhett Davies.
Music for Airports se serveix del phasing de bucles d'enregistraments de longituds diferents. Per exemple, a "1/1", una melodia de piano sola és repetida i a temps diferents d'altres instruments entren i surten d'escena per crear un patró complex i evolucionant a mesura que els sons entren i surten de sincronia.
Sobre la primera pista, Eno manifestà:
| « | "2/1" i "1/2" contenen quatre pistes de vocalitzacions en bucle, que interaccionen entre elles de diverses maneres. Al llarg de les pistes hi ha canvis de tempo, que s'afegeixen al timbre de les peces. En referència a l'única peça vocal, Eno explicà que fou interpretada amb un sintetitzador ARP 2600. | » |

## Crèdits
Personal
- Brian Eno – sintetitzador, piano elèctric
- Christa Fast – veu ("2/1", "1/2")
- Christine Gomez – veu ("2/1", "1/2")
- Inge Zeininger – veu ("2/1", "1/2")
- Robert Wyatt – piano acústic ("1/1", "1/2")

Enregistrament
- Brian Eno – productor, enginyer
- Dave Hutchins – Enginyer ("2/1", "1/2")
- Conny Plank – Enginyer ("2/2"),
- Rhett Davies – enginyer ("1/1")

Disseny
- Brian Eno – art de coberta

Estudi de gravació

- Londres ("1/1", "1/2", "2/1")
- Estudi de Conny Plank, Colònia ("2/2")